# Berchemia yunnanensis
Berchemia yunnanensis là một loài thực vật có hoa trong họ Táo. Loài này được Franch. mô tả khoa học đầu tiên năm 1886.